# Hamatocaulis
Genre
Hamatocaulis est un genre de mousses de la famille des Amblystegiaceae. Il ne comprend que deux espèces, réparties sur la région circumboréale.

## Liste des espèces
Ce genre comprend les deux espèces suivantes,, :
- Hamatocaulis lapponicus (Norrl.) Hedenäs, 1989
- Hamatocaulis vernicosus (Mitt.) Hedenäs, 1989